# Скито Суд-Ест (Мачерата)
Скито Суд-Ест је насеље у Италији у округу Мачерата, региону Марке.
Према процени из 2011. у насељу је живело 36 становника. Насеље се налази на надморској висини од 195 м.